# Selecció d'hoquei sobre patins masculina d'Andorra
La selecció d'hoquei sobre patins masculina d'Andorra és l'equip masculí que representa la Federació Andorrana de Patinatge en competicions internacionals d'hoquei sobre patins. Ha guanyat en dues ocasions el Campionat del Món "B". L'any 2010 renuncia a jugar el Campionat del Món "B" per qüestions econòmiques, després d'haver ocupat una de les posicions de descens al mundial "A" 2009.

## Palmarès
- 2 Campionats del món "B": 1992 i 2002.